# Martin Martiny
Martin Martiny (* 25. September 1942 in Göttingen; † 14. November 2013 in Berlin) war ein deutscher Soziologe und Vorstand der Vattenfall Europe.

## Leben
Martiny studierte Geschichte, Rechtswissenschaft und Soziologie in Göttingen und Münster. In seiner Dissertation untersuchte er die Rechts- und Verfassungspolitik der SPD in der Weimarer Republik. Nach dem Studium war er wissenschaftlicher Assistent an der Ruhruniversität Bochum. Er lehrte später auch an der Universität Bielefeld und an der Sozialakademie Dortmund.
1977 wechselte er in die Wirtschaft und war zwölf Jahre in leitenden Funktionen bei der Ruhrkohle AG tätig. 1991 wurde Martiny Vorstandsmitglied der Vereinigten Energiewerke AG. 2002 kam Martiny in den Vorstand des Energieunternehmens Vattenfall Europe. Hier war er Arbeitsdirektor und verantwortlich für das Ressort Personal, bis er 2005 in den Ruhestand ging.

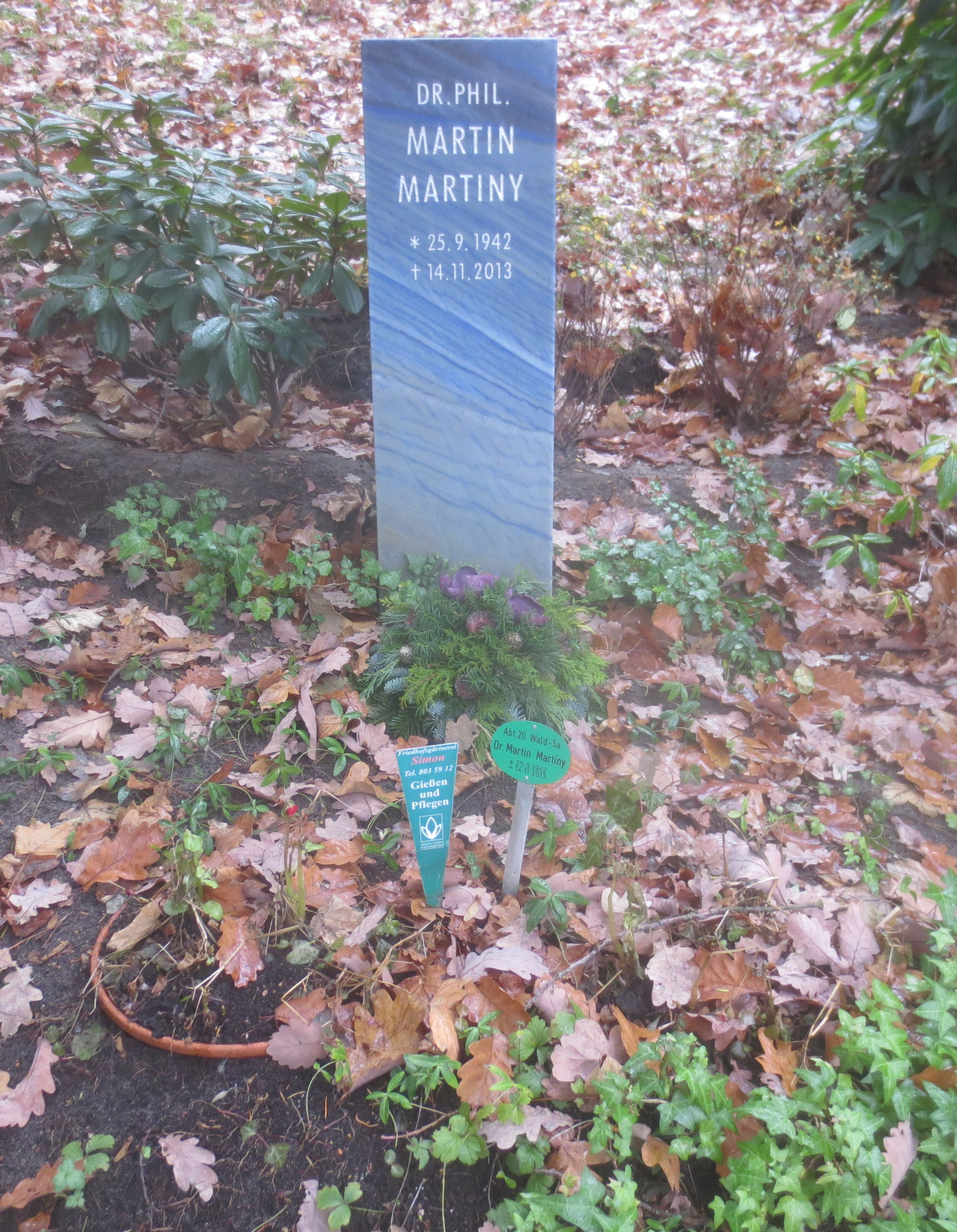
Grab von Martin Martiny auf dem Friedhof Heerstraße in Berlin-Westend

Seit 1961 war Martiny SPD-Mitglied. Er engagierte sich zudem in der evangelischen Synode und war Kurator des Domstiftes Brandenburg. Er gehörte dem Arbeitskreis "Wirtschaft und Arbeit" der Kirchenleitung an. Darüber hinaus war er Kurator der Hochschule für Grafik und Buchkunst in Leipzig und der Hochschule für Technik, Wirtschaft und Sozialwesen in Zittau/Görlitz und hatte einen Lehrauftrag an der Universität Potsdam.
Martin Martiny starb nach einer Herzoperation am 14. November 2013 im Alter von 71 Jahren in Berlin. Die Trauerfeier fand am 25. November 2013 im Dom zu Brandenburg statt. Das Grab von Martin Martiny befindet sich auf dem landeseigenen Friedhof Heerstraße in Berlin-Westend (Grablage: 20-Wald-5a).

## Auszeichnungen
- 2012 Verdienstorden des Landes Brandenburg

## Publikationen (Auswahl)
- Martin Martiny: Integration oder Konfrontation? Studien zur Geschichte der sozialdemokratischen Rechts- und Verfassungspolitik. Verlag Neue Gesellschaft, Bonn-Bad Godesberg 1976, ISBN 3-87831-219-9.
- Martin Martiny: Die Entstehung und politische Bedeutung der "Neuen Blätter für den Sozialismus" und ihres Freundeskreises. In: Vierteljahrshefte für Zeitgeschichte. Jahrgang 25, Heft 3, Institut für Zeitgeschichte, München 1977. S. 373–419 (PDF-Datei; 2,05 MB)
- Ulrich Borsdorf, Hans O. Hemmer und Martin Martiny (Hrsg.): Grundlagen der Einheitsgewerkschaft. Historische Dokumente und Materialien. Europäische Verlagsanstalt, Frankfurt 1977, ISBN 978-3-434-10093-5
- Martin Martiny, Hans-Jürgen Schneider: Deutsche Energiepolitik seit 1945. Vorrang für die Kohle. Dokumente und Materialien zur Energiepolitik der IG Bergbau und Energie. Verlag Bund, Köln 1981. ISBN 978-3-7663-0495-7